# Modbus

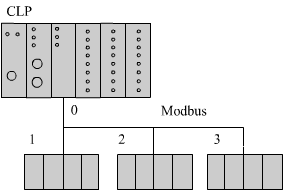
Fig.1 Topologia Modbus

Modbus és un protocol de bus de comunicació sèrie usat inicialment per a PLC o controladors lògics programables. D'estructura simple i robusta, es va establir com a estàndard per a comunicar dispositius electrònics a nivell industrial. Fou creat per l'empresa Modicon l'any 1979.

## Propietats del protocol Modbus
- Pensat per al sector industrial.
- De codi obert i sense patents.
- Fàcil d'aplicar i mantenir.
- Segueix el model Mestre/Esclau.

## Estructura del model OSI
Model de capes OSI:
- Capa física (PHY), hi ha les versions :
  - Enllaç sèrie asíncron tipus RS-232, RS-422, RS-485
  - Enllaç sèrie síncron tipus Ethernet.
- Capa d'enllaç de dades (MAC), defineix les següents trames de dades:

| Camp   | Longitud (trama de tipus RTU) | Longitud (trama de tipus ASCII) |
| ------ | ----------------------------- | ------------------------------- |
| Inici  | 28 bits                       | 1 bits                          |
| Adreça | 8 bits                        | 2 bits                          |
| Funció | 8 bits                        | 2 bits                          |
| Dades  | nx8 bits                      | nx2 bits                        |
| CRC    | 16 bits                       | 2 bits                          |
| Final  | 28 bits                       | 2 bits                          |